# Augstgau

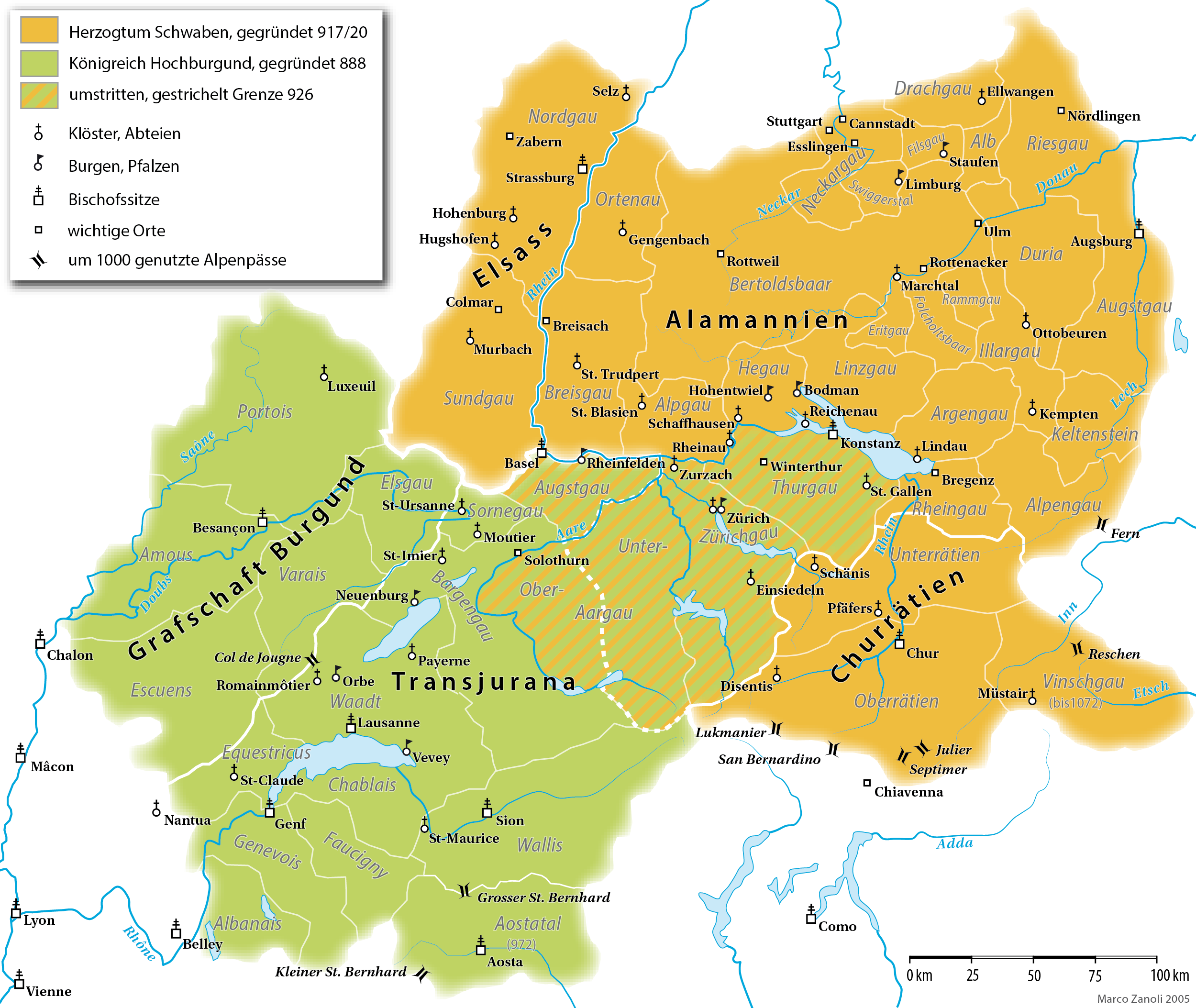
Schwaben och Burgund runt år 1000

Augstgau var ett frankiskt förvaltningsområde i nuvarande Schweiz omnämnt mellan åren 752 och 1041. Området omfattade landet söder om Rhen och norr om Aare, öster om en linje Basel-Solothurn och ligger numera i Schweiz kantoner Basel-Landschaft, Solothurn och Aargau. Namnet kan komma av orten Augst (nuvarande Kaiseraugst) som var biskopssäte till 600-talet.
Detta Augstgau vid Rhen, skall inte förväxlas med Augstgau runt Lech i nuvarande Bayern

## Historik
Augstgau omnämns först åren 752 (lat: in fini Augustinense). Den ende till namnet kända greven, är Chadaloh (891-894) som framgångsrikt försvarade området för den östfrankiske kejsaren Arnulf av Kärnten mot Rudolf I av Burgund. Augstgau omnämns sist år 1041. På Augstgaus område fanns senare områdena Baselgau, Sisgau, Buchsgau och Frickgau.